# Station Segur de Calafell
Segur de Calafell is een station van lijn 2 van de Rodalies Barcelona.
Het is gelegen in de plaats Calafell.
Het station is alleen maar bereikbaar per Rodalies. Mensen die gebruik willen maken van de Media Distancia of de Catalunya Express moeten in Vilanova overstappen.
Reizigers kunnen overstappen op de regionale bussen.

## Lijnen
| Eindbestemming         | Vorig station | Lijn | Volgend station | Eindbestemming    |
| ---------------------- | ------------- | ---- | --------------- | ----------------- |
| Sant Vicenç de Calders | Calafell      |      | Cunit           | Granollers Centre |